# دیگو سیلوا (فوتبال، زاده ۱۹۹۷)
دیگو سیلوا (انگلیسی: Diego Silva؛ زادهٔ ۱۳ مارس ۱۹۹۷) بازیکن فوتبال است.
وی همچنین در تیم‌های ملی فوتبال United States men's national under-18 soccer team و United States men's national under-20 soccer team بازی کرده‌است.